# C.J. Bolland
Christian Jay Bolland (Stockton-on-Tees, 18 juni 1971) is een Belgisch producer en remixer van elektronische muziek van Engelse afkomst.

## Biografie
Zijn familie verhuisde van Middlesbrough naar Antwerpen in België toen hij drie jaar oud was. In de jaren tachtig werd hij sterk beïnvloed door new wave en electro (bands als Front 242, Neon Judgment en The Klinik). Hij is een van de voornaamste pioniers en grondlegger van de Europese technosound.
Hij begon zijn carrière op zeer jonge leeftijd bij R&S Records, waar hij volledige artistieke vrijheid kreeg. Zijn eerste uitgebrachte muziek was Do that Dance in 1989. Vervolgens bracht hij enkele klassiekers uit onder verschillende pseudoniemen, zoals Space Opera, The Project, Ravesignal, Pulse en BCJ.
Bolland is de eerste artiest die een album maakte in de DJ-Kicks-reeks voor Studio !K7, getiteld DJ-Kicks: C.J. Bolland. Dit album verscheen op 4 september 1995.
Zijn grootste bekendheid verwierf hij met zijn plaat Sugar Is Sweeter, dat op de eerste plaats stond in de Amerikaanse dancecharts van 1996. Op hetzelfde album is The Prophet te vinden. Dit nummer bevat een sample van Willem Dafoe in de film The Last Temptation of Christ van Martin Scorsese en is sinds 1996 wereldwijd een clubhit.
Bolland is eveneens remixer van toonaangevende artiesten zoals Orbital, Depeche Mode, Moby, The Prodigy en Tori Amos. In 2002 richtte hij zijn eigen platenlabel op, genaamd Mole Records.
In februari 2004 kwam het debuutalbum The Body Gave You Everything van Magnus uit. Dit is een dance/popact, een samenwerking van Bolland met Tom Barman, de stichter en zanger van de Belgische rockgroep dEUS. Bolland produceerde in 2005 in zijn studio The Observatory het album Pocket Revolution van dEUS.
In december 2006 bracht Bolland The 5th Sign uit bij het Belgische online recordlabel The Wack Attack Barrack. Het album is uitsluitend online verkrijgbaar via iTunes.
Eind 2009 verscheen 500 Euro Cocktail, dat verspreid wordt via iTunes en Wikkid Records.
In 2012 werkte Bolland mee aan de documentaire The Sound of Belgium waarin hij vertelt over de pioniersrol die België speelde binnen de wereld van de elektronische muziek in de jaren 80 en 90.

## Discografie
- 1990 The Project - Do that Dance
- 1991 Space Opera - Space 3001
- 1991 Cee-Jay - The Ravesignal
- 1991 Pulse - Catvoice
- 1991 The Project - Kick The House
- 1991 Space Opera - Space 3001 Remixes
- 1991 CJ Bolland - Ravesignal Vol. II
- 1991 Sonic Solution - Quest EP
- 1991 Angel - 1st Voyage
- 1991 CJ Bolland - Ravesignal III
- 1991 Sonic Solution - Beats Time
- 1992 Sonic Solution - Beats Time Remixes
- 1992 CJ Bolland - The Fourth Sign
- 1993 CJ Bolland - Camargue (radio edit)
- 1993 CJ Bolland - Live at Universe
- 1993 CJ Bolland - Camargue (remixes)
- 1993 Sonic Solution - Bagdad
- 1994 Sonic Solution - Turbulence
- 1995 CJ Bolland - Neural Paradox
- 1995 CJ Bolland - Electronic Highway
- 1995 CJ Bolland - There Can Be Only One
- 1995 CJ Bolland - Starship Universe EP
- 1995 Schism - Red Shift
- 1996 CJ Bolland - The Analogue Theatre
- 1996 CJ Bolland - Sugar Is Sweeter
- 1997 CJ Bolland - The Prophet
- 1997 CJ Bolland - The Prophet
- 1999 CJ Bolland - It ain't gonna be me
- 2002 CJ Bolland - See Saw
- 2002 The Silence/C.J.Bolland. - Acid Attack
- 2002 The Silence/C.J.Bolland. - Rhythm Freak
- 2003 CJ Bolland - Digger
- 2003 Magnus - Summer's Here
- 2003 Magnus - Jumpneedle
- 2004 Magnus - The Body Gave You Everything
- 2006 Club Acanthus - I Want Your Sex
- 2006 Ghostland - Kranken Zentrale
- 2006 Stereo City - Change The World (City Parade Anthem)
- 2006 Phantom - Ghostmachine
- 2006 CJ Bolland - Riot
- 2006 CJ Bolland - The 5th Sign
- 2006 CJ Bolland - Classics
- 2009 CJ Bolland - 500 Euro Cocktail